# Boriša Simanić
Boriša Simanić (in serbo Бориша Симанић?; Ljubovija, 20 marzo 1998) è un cestista serbo.
Durante i Campionato mondiale maschile di pallacanestro 2023 è stato sottoposto domenica 3 settembre 2023 a un intervento chirurgico d’urgenza — il secondo in meno di una settimana — per rimuovere un rene dopo aver riportato un infortunio qualche giorno prima, durante la partita della fase a gironi, vinta 115-83 dalla Serbia sul Sud Sudan. L’infortunio si è verificato quando Nuni Omot del Sud Sudan ha dato, in maniera fortuita, una gomitata a Simanic. All’apparenza un normale contatto di gioco che però ha immediatamente costretto il serbo a lasciare il campo per il forte dolore.

## Palmarès
- Campionato serbo: 3

Stella Rossa: 2015-16, 2016-17, 2018-19
- Campionato bosniaco: 1

Igokea: 2024-25
- Coppa di Serbia: 2

Stella Rossa: 2017, 2021
- Coppa di Bosnia ed Erzegovina: 1

Igokea: 2025
- Lega Adriatica: 3

Stella Rossa: 2015-16, 2016-17, 2018-19
- Supercoppa di Lega Adriatica: 1

Stella Rossa: 2018